# Tanyp
Tanyp ili Brzi Tanyp (rus. Танып ili Быстрый Танып, bašk.: Тере Танып) je rijeka u Permskom kraju i Baškiriji (Rusija), desni pritok rijeke Belaje.
Duljina – 44,5 km, površina porječja – 7560 km². Prosječni istjek vode 20 km od ušća – 388 m³/s. Prosječni pad 0,5%, prosječna visina 159 m, pod cretovima 2 %, šumovito 25 %, krševito 25 %. Istjek u proljeće je 66 %, u ljeto i jesen – 20 %, u zimskim mjesecima – 14 %.
Izvire u močvarama Ordinskog rajona u Permskom kraju. Podrijetlo vode je uglavnom od snježnih oborina. Tanyp se zamrzava u prvoj polovici studenoga, a odmrzava u travnju.
Teče po Tatyšlinskom, Baltačevskom, Burajevskom, Kaltasinskom i Krasnokamskom rajonu Baškirije. Teren je brežuljkasto-valovita ravnica, gornji dio toka i lijeva obala uzdižu se do 284 m.
Lijevi pritoci su Jar, Kizgan i Sibirgan, a desni Verzi i Garejka.
Prevladavaju siva šumska tla. Gornji i donji dio bazena je pokriven miješanim šumama, srednji dio – poljoprivredna zemljišta.

## Vanjske poveznice
|  | Zajednički poslužitelj ima još gradiva o temi Tanyp |

- (rus.) Rijeka Tanyp (Река Танып) - AquaExpert.Ru  Arhivirana inačica izvorne stranice od 14. prosinca 2018. (Wayback Machine)
- (rus.) Река Быстрый Танып (Тере Танып) - Рыбалка в Башкирии  Arhivirana inačica izvorne stranice od 29. svibnja 2011. (Wayback Machine)
- (rus.) Brzi Tanyp (Быстрый Танып) - Baskhir State University  Arhivirana inačica izvorne stranice od 2. ožujka 2009. (Wayback Machine)